# Giuseppe Fiorini Morosini
Pour les articles homonymes, voir Fiorini (homonymie) et Morosini.
Giuseppe Fiorini Morosini O.M., né le 27 novembre 1945 à Paola, est un prélat catholique,  archevêque émérite de Reggio de Calabre-Bova.

## Biographie
Il naît au sein d'une famille catholique très pratiquante juste après la fin de la Seconde Guerre mondiale sous le pontificat de Pie XII, à Paola (Paule), ville natale du fondateur de l'ordre des Minimes, saint François de Paule. Après l'école primaire, il entre en 1955 à l'école apostolique du séminaire de Paola suivre ses études secondaires. Il y trouve la vocation et décide d'entrer chez les Minimes. Il émet ses vœux temporaires en 1961 et ses vœux solennels, le 8 décembre 1966, fête de l'Immaculée Conception. Il est ordonné prêtre le 2 août 1969. Il poursuit ses études de théologie à l'université pontificale du Latran et obtient son doctorat de philosophie en 1975 à l'université de Messine.
Il remplit plusieurs charges sacerdotales, dont celle de doyen de l'école apostolique de Paola (de 1970 à 1974), de vicaire à Lamezia Terme et d'enseignant dans le secondaire. De 1994 à 2006, il est supérieur général de l'ordre des Minimes pendant deux mandats. La curie généralice se trouve à Rome auprès de l'église Saint-François-de-Paule. Le P. Francesco Marinelli lui succède.
Il est l'auteur de plusieurs publications à propos de la spiritualité de son ordre et de la figure de son fondateur, saint François de Paule.

### Ministère épiscopal
Il est nommé évêque de Locri-Gerace le 20 mars 2008, succédant à Mgr Giancarlo Maria Bregantini (it). Il reçoit la consécration épiscopale à Paola, le 9 mai suivant, des mains du cardinal Renato Raffaele Martino avec comme co-consécrateurs Giuseppe Bertello et Salvatore Nunnari.
Il fait son entrée dans son diocèse, le 7 juin suivant.
Le 13 juillet 2013, il est promu archevêque de Reggio de Calabre-Bova, succédant à Mgr Vittorio Luigi Mondello. Il reçoit le pallium du pape François le 29 juin 2014. Sa devise est: In fide vivo filii Dei.
Le 20 mars 2021, le Pape François accepte sa démission, quelques mois après ses 75 ans.